# 德米特里·加格
德米特里·弗拉基米罗维奇·加格（羅馬化：Dmitriy Vladimirovich Gaag，1971年3月20日—），出生於卡拉干達，哈萨克斯坦男子鐵人三項運動員。

## 簡歷
2010年11月，代表哈萨克斯坦出戰廣州亞運會，參加鐵人三項比賽的男子个人項目，奪得銅牌。